# Sgt. Kirk
Sgt. Kirk est un périodique de bande dessinée italien publiée de 1967 à 1979 par Florenzo Ivaldi afin de faire découvrir au public italien les histoires de Sergent Kirk réalisées par son ami Hugo Pratt sur des scénarios d'Héctor Oesterheld et publiées en Argentine entre 1953 et 1959.
Outre l'intégralité de Sergent Kirk, la revue a notamment publié La Ballade de la mer salée, long récit où apparaît le personnage de Corto Maltese, et de nombreuses autres séries de Pratt comme Ann de la jungle, Les Scorpions du désert, Fort Wheeling, etc. On y trouve d'autres auteurs italiens emblématiques, comme Sergio Toppi ou Dino Battaglia, ainsi que des traductions de Milton Caniff. 
La revue a été publiée en trois séries, au gré des possibilités financières d'Ivaldi : les 30 premiers numéros de juillet 1967 à décembre 1969, les 25 suivants de janvier 1973 à mai 1977 et les 6 derniers d'août 1978 à juin 1979. Un 62e numéro est sorti à la surprise générale en juillet 1997 pour célébrer le trentaine de la revue.